# Малта на Светском првенству у атлетици на отвореном 2011.
Малта је учествовала на 13. Светском првенству у атлетици на отвореном 2011. одржаном у Тегу од 27. августа до 4. септембра тринаести пут, односно учествовала је на свим првенствима до данас. Репрезентацију Малте представљало је двоје такмичара (1 мушкарац и 1 жене) који су се такмичили у две дисциплине (1 мушка и 1 женска). , 
На овом првенству Малта није освојила ниједну медаљу. Није било нових националних и личних рекорда и рекорда сезоне.

## Учесници
| Мушкарци: - Карл Фаруџија — 100 м | Жене: - Дајен Борг — 100 м |  |

## Резултати

### Мушкарци
| Атлетичар     | Дисциплина | Лични рекорд | Квалификације | Квалификације | Група                | Група                | Полуфинале           | Полуфинале           | Финале               | Финале               | Детаљи |
| Атлетичар     | Дисциплина | Лични рекорд | Резултат      | Место         | Резултат             | Место                | Резултат             | Место                | Резултат             | Место                | Детаљи |
| ------------- | ---------- | ------------ | ------------- | ------------- | -------------------- | -------------------- | -------------------- | -------------------- | -------------------- | -------------------- | ------ |
| Карл Фаруџија | 100 м      | 10,94        | 11,21         | 4. у гр. 4    | Није се квалификовао | Није се квалификовао | Није се квалификовао | Није се квалификовао | Није се квалификовао | Није се квалификовао |        |

### Жене
| Атлетичарка | Дисциплина | Лични рекорд        | Квалификације | Квалификације | Група    | Група      | Полуфинале            | Полуфинале            | Финале                | Финале          | Детаљи |
| Атлетичарка | Дисциплина | Лични рекорд        | Резултат      | Место         | Резултат | Место      | Резултат              | Место                 | Резултат              | Место           | Детаљи |
| ----------- | ---------- | ------------------- | ------------- | ------------- | -------- | ---------- | --------------------- | --------------------- | --------------------- | --------------- | ------ |
| Дајен Борг  | 100 м      | 11,89 (+1.8 м/с) НР | 12,29         | 3. у гр. 2 КВ | 12,21    | 6. у гр. 5 | Није се квалификовала | Није се квалификовала | Није се квалификовала | 43-44 / 71 (73) |        |